# Tangipahoes
Els tangipahoes eren una tribu ameríndia que vivia a Louisiana, just al nord de llac Pontchartrain. És a partir d'ells que la moderna ciutat de Tangipahoa, Louisiana rep el seu nom.
Els tangipahoes es relaciona estretament amb els acolapissa. Es van reunir als acolapissa després que aquesta tribu es va traslladar a l'oest de la seva antiga casa a Mississipi i des de llavors es fusionaren amb els houma juntament amb la resta dels acolapissa.